# Hypoteseprøvning
Hypoteseprøvning (eller hypotesetest) er en statistisk metode, der benyttes til at undersøge om en hypotese understøttes eller ej af en stikprøve. Det er de færreste tilfælde, hvor en stikprøve følger hypotesen (for eksempel en fysisk lov) uden afvigelse. Hypotesetest bruges til at afgøre om afvigelserne kan antages at skyldes målefejl, eller om stikprøven ikke passer med hypotesen. Den hypotese, som undersøges, kaldes den tentative hypotese og benævnes H0 (nulhypotese). Der opstilles en alternativ hypotese benævnt H1, som er en negation af H0. Resultatet af en hypotesetest er enten en afvisning eller accept af den alternative hypotese.
Ved hypotesetest kan der begås to slags fejl, alt efter hvilken hypotese der vælges og hvad der i virkeligheden gælder. Accepteres den alternative hypotese, selvom den ikke holder, kaldes fejlen type 1 fejl. Sandsynligheden for dette benævnes α og kaldes også signifikansniveauet for testen. Type 2 fejl er, hvis den alternative afvises selvom den er sand og har sandsynlighed β. Før testen vælges signifikansniveauet α, mens β kan udregnes ud fra α og stikprøvens størrelse. Oftest benyttes α = 5% som signifikansniveau.
Sandsynligheden for at acceptere den alternative hypotese når den alternative hypotese er sand, kaldes styrken og benævnes 1-β. Styrken afhænger af fordelingen for Z under den alternative hypotese og skal gerne være så stor som mulig.
Når en hypotese udføres, regnes en teststørrelse, som sammenlignes med en sandsynlighedsfordeling. Teststørrelsen slås op i sandsynlighedsfunktionen, hvor resultatet kaldes p-værdien. Den nøjagtige værdi behøver ikke at blive fundet. Det er nok at vide, at p-værdien er mindre end den α. En test kaldes statistisk signifikant på niveau α, hvis p-værdien er mindre end α (og den alternative hypotese dermed accepteres). Teststørrelsen og sandsynlighedsfordelingen afhænger af hvilken test, der er tale om.

## Z-test
Z-testen er en statistisk afprøvning, der bruges til at afgøre forskellen mellem gennemsnittet på en stikprøve og et på forhånd kendt gennemsnit for populationen er tilstrækkelig lille til at være statistisk signifikant.
For at sikre at z-testen er pålidelig må nogle bestemte betingelser overholdes. Da z-testen bruger populationens gennemsnit μ og populationens standardafvigelse σ, er det vigtigste at disse kendes. Stikprøven, hvis størrelse benævnes n, må trækkes fra et tilfældigt udsnit af populationen; ellers må en anden test benyttes. Endvidere skal populationen være normalfordelt. Teststørrelsen udregnes:
{\displaystyle z={\frac {{\bar {x}}-\mu }{\sigma /{\sqrt {n}}}}}
hvor {\displaystyle {\bar {x}}} angiver gennemsnittet af stikprøven. Teststørrelsen sammenlignes med signifikansniveauet α.
Hvis der er mindre end 30 observationer i stikprøven, bliver man nødt til at bruge t-testen, hvor t-fordelingen bruges i stedet for normalfordelingen. Antal frihedsgrader, som er parameter til t-fordelingen, er lig n-1.